# Palatul Harrach

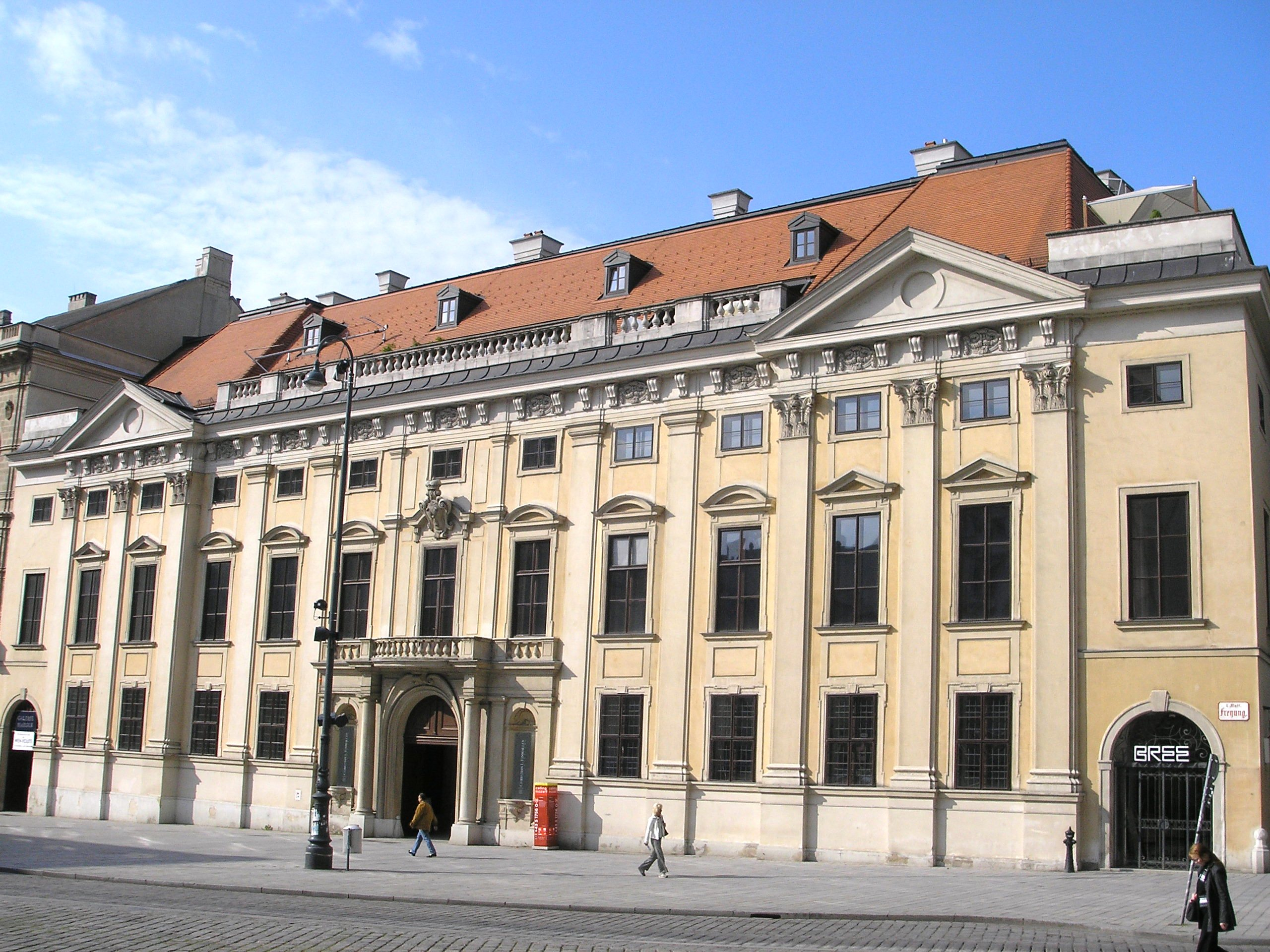
Palatul Harrach din Viena

Palatul Harrach este un palat în stil baroc din Viena, Austria. El a fost ridicat de către contele Ferdinand Harrach în 1699, căruia i-au trebuit 30 de ani pentru a fi construit. De proiectarea sa s-a ocupat arhitectul italian Domenico Martinelli și Johann Lukas von Hildebrandt. Palatul a jucat un rol important pe scena socială vieneză, fiind vizitat de Rudiger von Starhemberg și prințul Eugen de Savoya. În timpul raidurilor aeriene din 1944 a fost deteriorat. În 1990 a fost complet restaurat și aparține Muzeului de Istorie a Artei din Viena (Kunsthistorisches Museum). Găzduiește expoziții temporare de artă pe tot parcursul anului.